# مارك وود (رجل أعمال)
مارك وود (بالإنجليزية: Mark Wood)‏ هو شخصية أعمال بريطاني، ولد في 1953 في درم في المملكة المتحدة.